# مرغ خوش‌خوان
مرغ خوش‌خوان (در برخی جاها به صورت مرغ خوشخوان نوشته می‌شود اما طبق جلد آلبوم شکل مرغ خوش‌خوان صحیح است) نام آلبوم موسیقی سنتی ایرانی است با صدای محمدرضا شجریان و گروه شهناز که در شهریور سال ۱۳۹۰  منتشر شده است. نام این آلبوم از تصنیف آخر آن (تصنیف مرغ خوش‌خوان) بر روی شعر حافظ گرفته شده است. در این آلبوم، کلیه آوازها مربوط به کنسرت تهران، پاییز ۱۳۸۷ هستند و تصنیف‌ها و قطعات ضربی این آلبوم در استودیو ضبط شده‌اند. این آلبوم توسط شرکت دل‌آواز منتشر شد.

## شرح

### هنرمندان
- محمدرضا شجریان: آواز، آهنگ‌ساز
- مجید درخشانی: سرپرست گروه، تنظیم‌کننده، تار
- اجرای گروه شهناز: اعضا (به ترتیب حروف الفبا):

1. سحر ابراهیم: قانون
2. محمدرضا ابراهیمی: عود (بربط)
3. حامد افشاری: قیچک باس، بم صراحی
4. مهدی امینی: رباب
5. رادمان توکلی: تار
6. سینا جهان‌آبادی: کمانچه، صراحی آلتو
7. علی رضا خورشیدفر: شاه صراحی
8. نگار خارکن: صراحی سوپرانو
9. مجید درخشانی: تار
10. حسین رضایی‌نیا: دف، دایره
11. مژگان شجریان: سه تار
12. رامین صفایی: سنتور
13. شاهو عندلیبی: نی
14. حمید قنبری: تنبک
15. کاوه معتمدیان: کمانچه، سبو
16. مهرداد ناصحی: قیچک آلتو

نکته: برخی از سازهای به کار رفته در این آلبوم از سازهای ابداعی محمدرضا شجریان هستند.

### فهرست آهنگ‌ها
- پیش‌درآمد شور (از محمدرضا شجریان)
- دونوازی تار
- ساز و آواز شور (شعر از حافظ)
- تصنیف پیام نسیم (شعر از حافظ شیرازی، آهنگ‌سازی محمدرضا شجریان، تنظیم مجید درخشانی)
- ساز و آواز حجاز (شعر از حافظ شیرازی)
- چهار مضراب شور (آهنگ‌سازی محمدرضا شجریان)
- تک‌نوازی سه‌تار
- ساز و آواز مثنوی ابوعطا (شعر از مولانا)
- ساز و آواز دشتستانی (دو بیتی‌های باباطاهر)
- تصنیف مرغ خوش خوان (شعر از حافظ شیرازی، آهنگ‌سازی محمدرضا شجریان)

### متن آهنگ‌ها
ساز و آواز شور
- شعر از حافظ شیرازی

| اگر چه باده فرح‌بخش و باد گل‌بیز است |  | به بانگ چنگ مخور مِی؛ که مُحتَسب تیز است |
| صُراحی‌ای و حریفی گَرَت به چنگ افتد    |  | به عقل نوش که ایام فتنه انگیز است     |
| در آستین مُرَقّع پیاله پنهان کن       |  | که همچو چشم صُراحی زمانه خون‌ریز است    |
| به آب دیده بشوییم خرقه‌ها از می     |  | که موسم وَرَع و روزگار پرهیز است        |
| مجوی عیشِ خوش از دور باژگون سپهر    |  | که صافِ این سرِ خُم جمله دُردی‌آمیز است    |
| سپهر برشده پرویزنی‌ست خون افشان     |  | که ریزه‌اش سر کسری و تاج پرویز است     |

تصنیف پیام نسیم
- شعر از حافظ شیرازی

| ز کوی یار می‌آید نسیم باد نوروزی         |  | از این باد ار مدد خواهی چراغ دل برافروزی |
| چو گل گر خرده‌ای داری خدا را صرف عشرت کن |  | که قارون را ضررها داد سودای زراندوزی     |
| به صحرا رو که از دامن غبار غم بیفشانی   |  | به گلزار آی کز بلبل غزل گفتن بیاموزی     |
| جدا شد یار شیرینت کنون تنها نشین ای شمع |  | که حکم آسمان این است اگرسازی و گر سوزی   |
| می‌ای دارم چو جان صافی و صوفی می‌کند عیبش |  | خدایا هیچ عاقل را مبادا بخت بد روزی      |

ساز و آواز حجاز
- شعر از حافظ شیرازی

| راهیست راهِ عشق که هیچش کناره نیست  |  | آن‌جا، جز آن که جان بسپارند، چاره نیست |
| هر گَه که دل به عشق دهی خوش دمی بود |  | "در کار خیر حاجت هیچ استخاره نیست"    |
| ما را ز منع عقل مترسان و مِی بیار!  |  | کآن شحنه در ولایت ما هیچ‌کاره نیست     |
| از چشم خود بپرس که ما را که می‌کشد  |  | جانی! گناهِ طالع و جُرمِ ستاره نیست      |
| او را به چشم پاک توان دید چون هلال |  | هر دیده جای جِلوهٔ آن ماه‌پاره نیست      |
| فرصت شمر طریقه رندی که این نشان    |  | چون راه گنج بر همه کس آشکاره نیست     |
| نگرفت در تو گریه حافظ به هیچ رو    |  | حیران آن دلم که کم از سنگ خاره نیست   |

ساز و آواز مثنوی ابوعطا
- شعر از مولانا

| رفت عمرم بر سر سودای دل     |  | وز غم دل نیستم پروای دل       |
| دل به قصد جان من برخاسته    |  | من نشسته تا چه حد باشد رای دل |
| لب ببند ایرا به گردون می‌رسد |  | بی‌زبان هیهای دل هیهای دل      |

ساز و آواز دشتستانی
- شعر از باباطاهر

| پسندی خوار و زارم تا کی و چند |  | پریشان روزگارم تا کی و چند  |
| ز دوشم باری ار باری نگیری     |  | گری سربار بارم تا کی و چند  |
|                               |  |                             |
| غم و درد دل ما بی حسابه       |  | خدا دونه دل از هجرت کبابه   |
| بنازم دست و بازوی ته صیاد     |  | بکش مرغ دلم بالله ثوابه     |
|                               |  |                             |
| غمم غم بی و غمخوار دلم غم     |  | غمم هم مونس و هم یار و همدم |
| غمم نهله که مو تنها نشینم     |  | مریزا بارک الله مرحبا غم    |

تصنیف مرغ خوش
خوان
- شعر از حافظ شیرازی

| یوسف گم گشته بازآید به کنعان غم مخور    |  | کلبه احزان شود روزی گلستان غم مخور      |
| این دل غمدیده حالش به شود دل بد مکن     |  | وین سر شوریده بازآید به سامان غم مخور   |
| گر بهار عمر باشد باز بر تخت چمن         |  | چتر گل در سرکشی ای مرغ خوش خوان غم مخور |
| هان مشو نومید چون واقف نه‌ای از سر غیب   |  | باشد اندر پرده بازی‌های پنهان غم مخور    |
| در بیابان گر به شوق کعبه خواهی زد قدم   |  | سرزنش‌ها گر کند خار مغیلان غم مخور       |
| دور گردون گر دو روزی بر مراد ما نرفت    |  | دائما یک سان نباشد حال دوران غم مخور    |
| گر چه منزل بس خطرناک است و مقصد بس بعید |  | هیچ راهی نیست کان را نیست پایان غم مخور |
| حال ما در فرقت جانان و ابرام رقیب       |  | جمله می‌داند خدای حال گردان غم مخور      |